# Какаду новобританський
Какаду новобританський (Cacatua ophthalmica) — вид папугоподібних птахів родини какадових (Cacatuidae).

## Поширення
Ендемік острова Нова Британія (Папуа Нова Гвінея). Живе у низовинних дощових лісах.

## Опис
Папуга великих розмірів. Тіло завдовжки 47-56 см; вагою 800—900 г. Оперення білого забарвлення. Вушка, основа шиї і щоки з легким жовтуватим відтінком. Підкрила і підхвіст жовтуваті. Чуб довгий, широкий, округлий, забарвлений в різні кольори: помаранчевий, лимонний і світло-рожевий. Навколоочне кільце неоперене, сіро-блакитного кольору. Дзьоб сіро-чорний. Лапи темно-сірі. Очі у самця темно-коричневі, у самиці червонувато-коричневі.

## Поведінка
Живе у різноманітних лісах. Трапляється парами, інколи зграями до 20 птахів. Живиться плодами, горіхами, насінням, квітами, комахами тощо. Гнізда влаштовує в дуплах дерев, на висоті понад 10 м. У кладці буває 1,2 яйця. Висиджують яйця обидва батьки. Пташенята вилуплюються через 4 тижні, оперяються і вилітають з гнізда приблизно в 4-місячному віці.